# Крокодил (казка)
«Крокоди́л» — дитяча віршована казка (поема) Корнія Чуковського, перший дитячий твір автора.

## Історія створення
Казку було написано в 1916—1917 роках. Вперше було видано під назвою «Ваня та Крокодил» як додаток до журналу «Нива» «Для дітей». 1919 року під назвою «Пригоди Крокодила Крокодиловича» книгу було випущено великим тиражем у видавництві Петроради з ілюстраціями художника Ре-Мі, розповсюджувалася безкоштовно. Твір являв собою події Революції 1905—1907 років. Дослідники згодні з тим, що на образ крокодила вплинула популярна пісня того часу, «Вулицею ходила велика крокодила» (рос. По улице ходила большая крокодила), а також розповідь Ф. М. Достоєвського «Крокодил» .
Надалі публікувалася з підзаголовком "Стара-престара казка", оскільки в 1920-х роках реалії Петрограду часів Першої світової війни були вже не зовсім зрозумілими дітям.
За казкою знято мультфільм «Ваня та крокодил».
Відомо, що один із педагогів у творі Г. Бєлих і Л. Пантелєєва «Республіка ШКІД» отримав від вихованців прізвисько «Крокодил Крокодилович» за доволі пафосне читання цієї казки.

## Цитати
Я написав дванадцять книг, і ніхто на них не звернув уваги. Проте варто було мені одного разу написати жартома «Крокодила», і я став знаменитим письменником. Боюся, що «Крокодила» знає напам'ять уся Росія. Боюся, що на моєму пам'ятнику, коли я помру, буде викарбувано «Автор „Крокодила“». А як старанно, з якими зусиллями писав я інші свої книги, наприклад «Некрасов як художник», «Дружина поета», «Волт Вітмен», «Футуристи» та ін. Скільки турбот про стиль, композиції та про багато іншого, про те чим переймаються мало критиків!… Але хто пам'ятає і знає такі статті! Інша справа — «Крокодил». Miserere.
— Корній Чуковський, журнал «Питання Літератури», 1972

Казка Чуковського начисто скасувала попередню немічну і нерухому казку льодяників-бурульок, ватного снігу, квітів на слабких ніжках. Дитяча поезія відкрилася. Було знайдено шлях до подальшого розвитку.
— Юрій Тинянов, «Корній Чуковський», 1939

«Доблесний» Ваня Васильчиков — це володар дум, це герой сучасної міської малечі. Автору цих рядків неодноразово доводилося читати вголос «Крокодила» аудиторії маленьких людців, і щоразу це читання супроводжувалося таким захопленням слухачів, що було шкода розлучатися з цією симпатичною книгою.— Бецький Н., Сибірський педагогічний журнал. 1923, Новосибірськ

…Та ось з'явився крокодил,

Завзятий, галасливий, енергійний, — 

Не фрукт він, що висить постійно.

В дитячій бібліотеці він ходив

І янголят усіх наших поїв,

Пахучих наче манна каша.— Самуїл Маршак, «Послання 75-річному К. І. Чуковському від 70-річного С. Маршака», 1957